# Wangata
Wangata est l'une des deux communes de la ville de Mbandaka en République démocratique du Congo. Très longiligne, Wangata constitue le flanc ouest et sud de la ville et coure le long du fleuve Congo sur pratiquement 80 km.
Selon les chiffres de la mairie, sa population est d'environ 725 000 habitants fin 2021.
- Ses quartiers urbains sont ceux de Boyera, Ituri, Bombwanza, Mama Balako et Bongondo.
- Ses quartiers ruraux, situés au sud de la commune, sont Bolenge, Inganda, Wendji Secli et Bongonde.

Tous ces quartiers bordent le fleuve à l'exception de Bongonde.

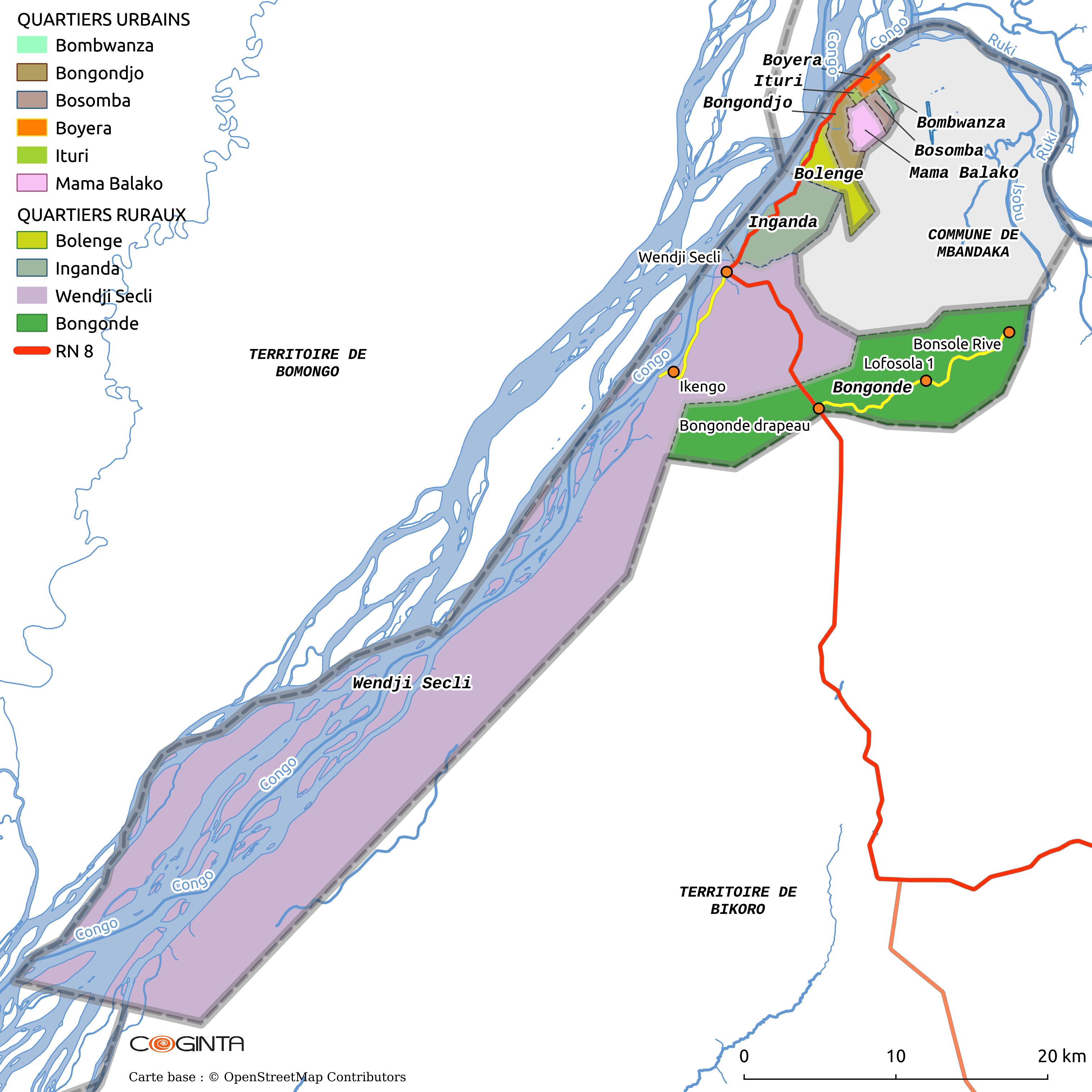
Quartiers de Wangata

Les quartiers sud sont peuplés de villages de pêcheurs et d'agriculteurs.

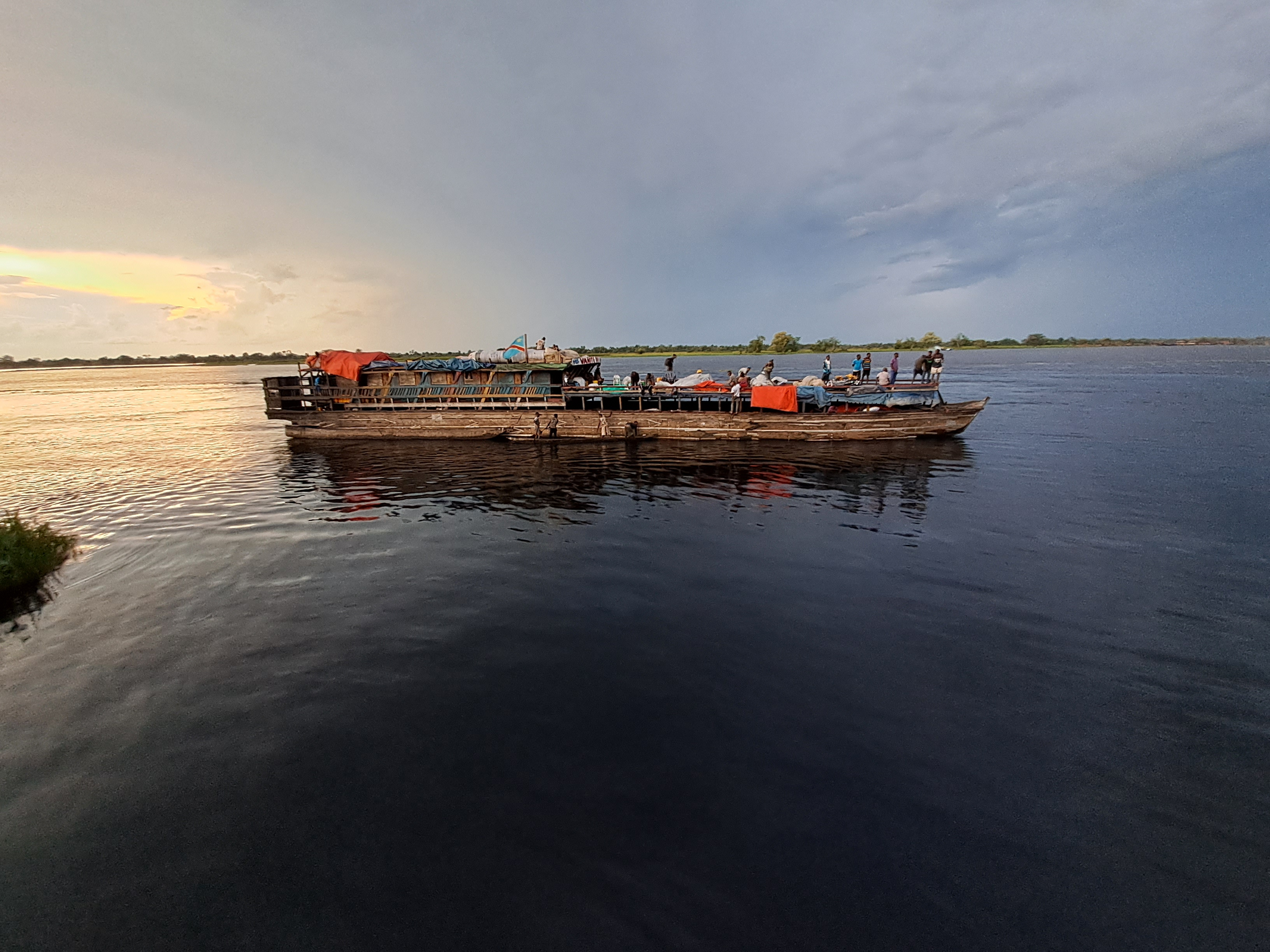
Baleinière sur le fleuve Congo à Mbandaka.